# Élections municipales de 2001 dans les Alpes-de-Haute-Provence
Les élections municipales françaises de 2001 ont eu lieu les 11 et 18 mars 2001. Le département des Alpes-de-Haute-Provence compte 200 communes, dont 6 de plus de 3 500 habitants où les conseillers municipaux sont élus selon un scrutin de liste avec représentation proportionnelle.

## Maires élus
Les maires élus à la suite des élections municipales dans les communes de plus de 3 500 habitants :
| Communes                   | Population (1999) | Maire sortant     | Parti | Parti | Maire élu               | Parti | Parti |
| -------------------------- | ----------------- | ----------------- | ----- | ----- | ----------------------- | ----- | ----- |
| Château-Arnoux-Saint-Auban | 4 970             | José Escanez      |       | MDC   | José Escanez            |       | MDC   |
| Digne-les-Bains            | 16 064            | Jean-Louis Bianco |       | PS    | Serge Gloaguen          |       | PS    |
| Forcalquier                | 4 302             | Pierre Delmar     |       | RPR   | Christophe Castaner     |       | PS    |
| Manosque                   | 19 603            | Robert Honde      |       | PRG   | Bernard Jeanmet-Péralta |       | RPR   |
| Oraison                    | 4 114             | Michel Vittenet   |       | DVD   | Michel Vittenet         |       | DVD   |
| Sisteron                   | 6 964             | Daniel Spagnou    |       | RPR   | Daniel Spagnou          |       | RPR   |

## Résultats

### Forcalquier
- Maire sortant : Pierre Delmar (RPR)
- 27 sièges à pourvoir au conseil municipal (population légale 1999 : 4 302 habitants)

|                          | Christophe Castaner | PS             | 1 242 | 50,63  | 21 |  |  |  |
|                          | Pierre Delmar*      | RPR            | 1 211 | 49,37  | 6  |  |  |  |
|                          |                     |                |       |        |    |  |  |  |
| Inscrits                 | Inscrits            | Inscrits       | 3 108 | 100,00 |    |  |  |  |
| Abstentions              | Abstentions         | Abstentions    | 525   | 16,89  |    |  |  |  |
| Votants                  | Votants             | Votants        | 2 583 | 76,65  |    |  |  |  |
| Blancs et nuls           | Blancs et nuls      | Blancs et nuls | 130   | 5,03   |    |  |  |  |
| Exprimés                 | Exprimés            | Exprimés       | 2 453 | 94,97  |    |  |  |  |
| * Liste du maire sortant |                     |                |       |        |    |  |  |  |

### Résultats en nombre de maires
| Partis       | Partis                           | Maires sortants | Maires élus | Évolution     |
| ------------ | -------------------------------- | --------------- | ----------- | ------------- |
|              | Parti socialiste                 | 1               | 2           | 1             |
|              | Mouvement des citoyens           | 1               | 1           | en stagnation |
|              | Parti radical de gauche          | 1               | 0           | 1             |
| Total gauche | Total gauche                     | 3               | 3           | en stagnation |
|              | Rassemblement pour la République | 2               | 2           | en stagnation |
|              | Divers droite                    | 1               | 1           | en stagnation |
| Total droite | Total droite                     | 3               | 3           | en stagnation |
| Total        | Total                            | 6               | 6           | -             |